# Артемида (роман)
«Артеми́да» (англ. Artemis) — научно-фантастический роман 2017 года, написанный Энди Вейером. Действие романа происходит в конце 2080-х годов в Артемиде — первом и единственном городе на Луне. Книга рассказывает о жизни курьера и контрабандистки Жасмин (Джаз) Башары (англ. Jasmine «Jazz» Bashara). Она оказывается вовлечённой в заговор с целью установления контроля над городом. Мир «Артемиды» отличается научной обоснованностью и реалистичностью.
Роман получил неоднозначные оценки как от литературоведов, так и от читателей. Так как «Артемида» оказалась вторым значимым произведением Энди Вейера после «Марсианина», её часто сравнивали с первым романом, который имел большой успех и был экранизирован Ридли Скоттом. «Артемида» завоевала и была номинирована на несколько литературных премий.
Роман был переведён на многие языки, а некоторые переводы были награждены или номинированы на литературные премии.
Ещё до оглашения даты официального издания были приобретены права на экранизацию романа. Незадолго до официальной презентации книги была представлена аудиоверсия романа в исполнении Розарио Доусон. Аудиокнига также была номинирована на награду.

## Сюжет

### Персонажи
- Жасмин (Джаз) Башара (англ. Jasmine «Jazz» Bashara) — главная героиня, которую обозреватель Washington Independent Review of Books[англ.] Лоуренс де Мария (англ. Lawrence De Maria) охарактеризовала как «худший кошмар каждого отца» и героиню, которую «невозможно не любить, даже если вы время от времени хотите задушить её»[2]. Энди Вейер в своём интервью порталу SPACE.com не смог избежать сравнения Марка Уотни (главный герой «Марсианина») и Джаз Башары: «Марк Уотни основан на идеализированной версии меня. Он — всё, чем я хотел бы быть. У него есть мои качества, которые мне нравятся, и ни одного из моих многочисленных недостатков, и у него нет ни одного из моих неврозов. Джаз немного больше похожа на настоящего меня. Ущербная, принимавшая плохие решения в прошлом, совершавшая ошибки. Умная, но не всегда применяющая ум правильно»[3].
- Аммар Башара (англ. Ammar Bashara) — отец Жасмин, член гильдии сварщиков, выходец из Саудовской Аравии.
- Тронд Ландвик (англ. Trond Landvik) — медиамагнат из Норвегии, воспитывающий шестнадцатилетнюю дочь Лене.
- Лене Ландвик (англ. Lene Landvik) — дочь Тронда Ландвика, инвалид, из-за которой Тронд постоянно проживает на Луне.
- Мартин Сво́бода (англ. Martin Svoboda) — украинский учёный, друг Джаз Башары.
- Руди Дюбуа (англ. Rudy DuBois) — канадец, бывший сотрудник Королевской канадской конной полиции, начальник службы безопасности Артемиды.
- Дейл Шапиро (англ. Dale Shapiro) — член Гильдии РБП (Гильдия Работников в Безвоздушном Пространстве), друг Джаз Башары.
- Боб Льюис (англ. Bob Lewis) — главный инструктор Гильдии РБП, бывший морской пехотинец.
- Фиделис Нгуги (англ. Fidelis Ngugi) — основатель и администратор города.
- Марсело Альварез (англ. Marcelo Álvarez) — наёмный убийца, представитель преступного синдиката «Паласио» в Артемиде.
- Джин Чу (англ. Jin Chu) — гонконгский партнёр Тронда Ландвика, привёзший образец ЗАФО.
- Лоретта Санчез (англ. Loretta Sanchez) — формальный владелец алюминиевого завода «Санчез алюминий» (плавильни «Санчез»), который находится под реальным контролем синдиката «Паласио»; изобретатель и разработчик технологии производства алюминия на Луне.
- Кельвин Отиено (англ. Kelvin Otieno) — друг Джаз Башары по переписке и партнёр по контрабанде, житель Кении.
- ЗАФО (англ. ZAFO — Zero Attenuation Fiber Optic) — революционная технология производства оптических кабелей, которая может стать основой экономического процветания Артемиды.

### Фабула

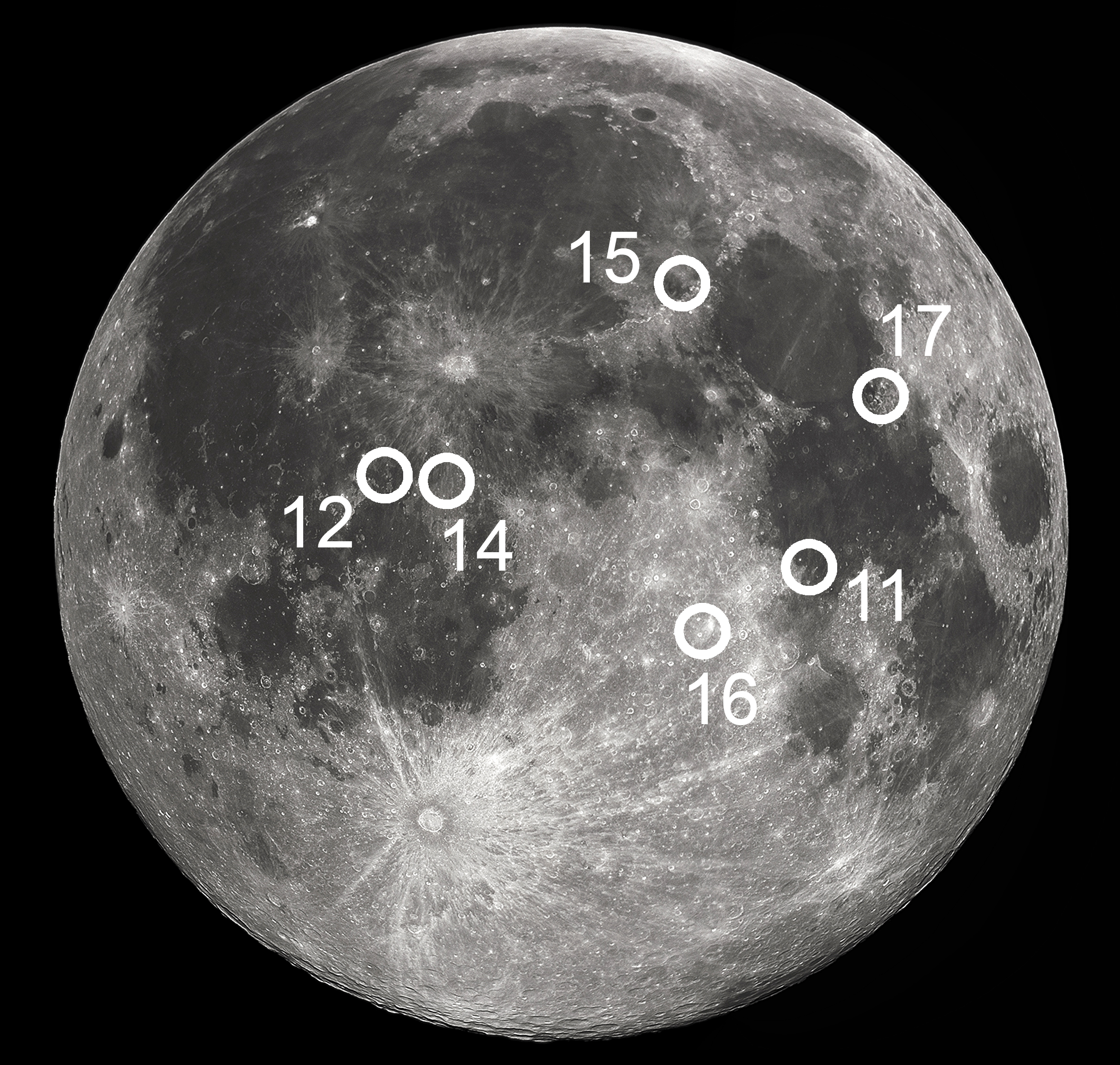
События книги разворачиваются в районе посадки «Аполлон-11»

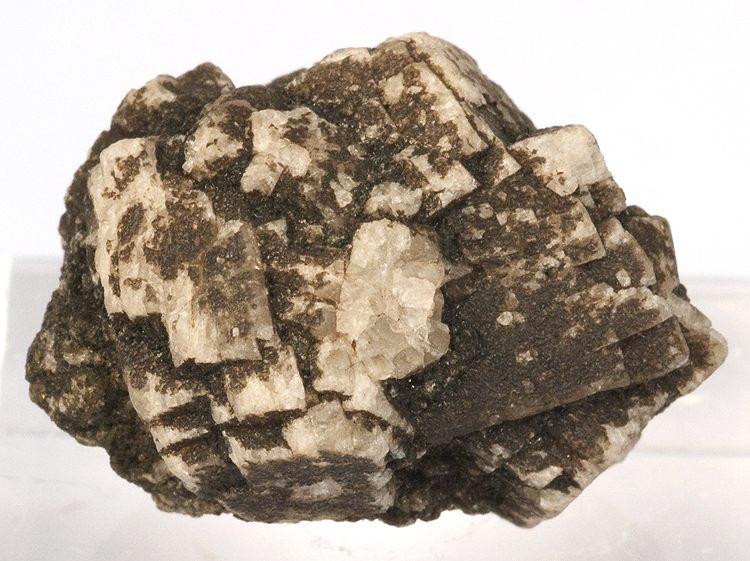
Минерал анортит, являющийся основой алюминиевой промышленности Артемиды

26-летняя девушка Жасмин (Джаз) Башара живёт в первом и единственном лунном городе Артемида. Официально она работает курьером, но её основной бизнес — контрабанда товаров с Земли. Аммар Башара, её отец (выходец из Саудовской Аравии), привёз Джаз на Луну в шестилетнем возрасте, и теперь она считает своей Родиной Артемиду.
Норвежский бизнесмен Тронд Ландвик, её постоянный клиент по контрабанде, предлагает Джаз принять участие в мероприятии, которое должно помочь в развитии нового бизнеса миллионера. Тронд намеревается приобрести предприятие «Санчез алюминий», имеющее выгодный постоянный контракт с администрацией Артемиды на получение бесплатной энергии в обмен на обеспечение города кислородом. Кислород является побочным продуктом производства алюминия. Тронд предлагает Джаз произвести диверсию против четырёх автоматических комбайнов, добывающих минерал анортит для завода. В результате диверсии производство алюминия и кислорода должно остановиться, что даст возможность Тронду перекупить контракт на поставку кислорода, а потом и само предприятие. Поначалу Джаз отказывается, но после того, как бизнесмен предложил миллион, она соглашается.
Во время встречи с Трондом Джаз знакомится с Джином Чу, партнёром бизнесмена, который прилетел с Земли для представления объекта, называемого ЗАФО. Девушка случайно узнаёт о ЗАФО, но не понимает, что это.
Во время диверсии против первого комбайна её замечает оператор, дистанционно контролирующий работу комбайнов. Несмотря на попытки остановить Джаз, она разрушает три из четырёх комбайнов и скрывается от прибывшей команды Гильдии РБП. При возвращении в Артемиду Джаз встречается с бывшим другом Дейлом Шапиро, который, будучи членом Гильдии РБП, охраняет воздушный шлюз. Дейл соглашается не сообщать о встрече администрации Артемиды в обмен на обещание Джаз возобновить с ним отношения, прерванные после того, как Шапиро соблазнил бывшего парня Джаз.
При попытке встретиться с Трондом Ландвиком Джаз обнаруживает, что он и его телохранитель убиты. Она ищет встречи с Джином Чу в его гостиничном номере и находит образец ЗАФО. При этом она подвергается нападению убийцы, но успешно скрывается от него. Джаз передаёт образец своему другу, украинскому учёному Мартину Сво́боде, для изучения. Из разговора с начальником службы безопасности Артемиды Руди Дюбуа Джаз узнаёт, что «Санчез Алюминий» принадлежит крупнейшему бразильскому преступному синдикату «Паласио», а представитель «Паласио», наёмный убийца Марсело Альварез, охотится на неё. Джин Чу соглашается встретиться с Джаз, но сдаёт её Альварезу. Джаз, предполагая засаду, готовит ловушку, которая помогает обезвредить Альвареза, и передаёт его Дюбуа.
Сво́бода выясняет, что ЗАФО представляет собой волоконно-оптический кабель, передающий сигнал практически без потерь (англ. ZAFO — Zero Attenuation Fiber Optic — «Волоконно-оптический кабель с нулевым затуханием»), который позволяет передавать данные на большие расстояния без дополнительной инфраструктуры. Поскольку технология изготовления ЗАФО требует малой силы тяжести, Артемида является идеальным местом для производства оптического волокна. Это создаёт предпосылки для развития города, который находится на грани экономической катастрофы.
Джаз во время разговора с городским администратором Фиделис Нгуги понимает, что её использовали в качестве приманки для раскрытия представителей «Паласио» в городе. В ответ на действия администратора Джаз убеждает своих друзей поддержать её в борьбе с «Паласио». Она предлагает разрушить «Санчез Алюминий» и дать возможность Лене Ландвик, наследнице убитого Тронда Ландвика, перекупить контракты «Санчез Алюминий» и тем самым лишить «Паласио» влияния в Артемиде.
С помощью отца и Дейла Шапиро Джаз проникает в цех «Санчез Алюминий», разрушает плавильную печь и принуждает Лоретту Санчез покинуть завод прямо перед взрывом. В результате теракта образуется большой объём хлороформа, который попадает в систему жизнеобеспечения Артемиды, и все жители засыпают. Возникает опасность отравления всего населения города хлороформом. Для спасения людей Джаз закачивает в систему подачи воздуха запасы кислорода Тронда Ландвика, накопленные для будущего бизнеса, но при этом ей приходится на поверхности Луны разгерметизировать свой скафандр. Дейл Шапиро успевает эвакуировать Джаз с поверхности Луны, но она всё равно попадает в больницу на грани смерти.
После выздоровления Джаз Лене Ландвик выплачивает ей миллион, обещанный Трондом Ландвиком. Джаз покупает своему отцу сварочную мастерскую, взамен той, которую она случайно разрушила в подростковом возрасте. Оставшиеся деньги Джаз выплачивает городу в виде штрафа. Джаз удаётся убедить Фиделис Нгуги, что для Артемиды она ценна в качестве контрабандиста, чья монополия на незаконные поставки позволяет контролировать безопасность теневых поставок, и тем самым избегает высылки на Землю.

### Вселенная
По мнению Генри Лайона Олди, вселенная «Артемиды» обладает «лёгким налётом наивности»: при наличии оргпреступности и преступлений, социального неравенства и других негативных сторон общества, человеческая жизнь является абсолютной ценностью (убийств нет, а для спасения чужой жизни можно рисковать своей). По его мнению, «будущее Энди Вейера добрее нашего времени». При этом автор пытается логически объяснить все вводимые им фантастические концепции, максимально опираясь на науку.
События романа происходят в 2080-х годах. Развитие ракетно-космических технологий позволило снизить цену на космические полёты до уровня, когда стал возможным туризм на Луне, но при этом она остаётся слишком высокой для доставки полезных ископаемых на Землю. Стоимость билета Земля — Луна в романе, по расчётам Энди Вейера, составляет 33 000 долларов США. Именно туризм является основой экономики лунного поселения Артемида. Экономическая модель Артемиды во многом схожа с земными туристическими центрами, которые имеют развитую туристическую инфраструктуру, но практически не имеют промышленности.
Сама Артемида представляет собой пять частично заглублённых в грунт обитаемых сфер, которые соединены переходами. Каждая сфера названа в честь одного из астронавтов, побывавших на Луне, и имеет определённую спецификацию. Энди Вейер представил каждый из них:
«Армстронг» — это промышленность, «Олдрин» — туристический центр с казино, отелями и прочим, «Конрад» — это место, где живут «синие воротнички», люди с низкими доходами. «Бин» — это что-то вроде загородной жизни; это люди со средним уровнем дохода. И наконец, «Шепард» — это место, где живут по-настоящему богатые люди.Оригинальный текст (англ.)Armstrong is industry, Aldrin is the tourist center with casinos and hotels and stuff, Conrad is where the blue-collar folks live, the low-income people. Bean is sort of like suburban life; it's middle-income folks. And then Shepard is where the really rich people live.

Астронавты, в честь которых названы купола Артемиды
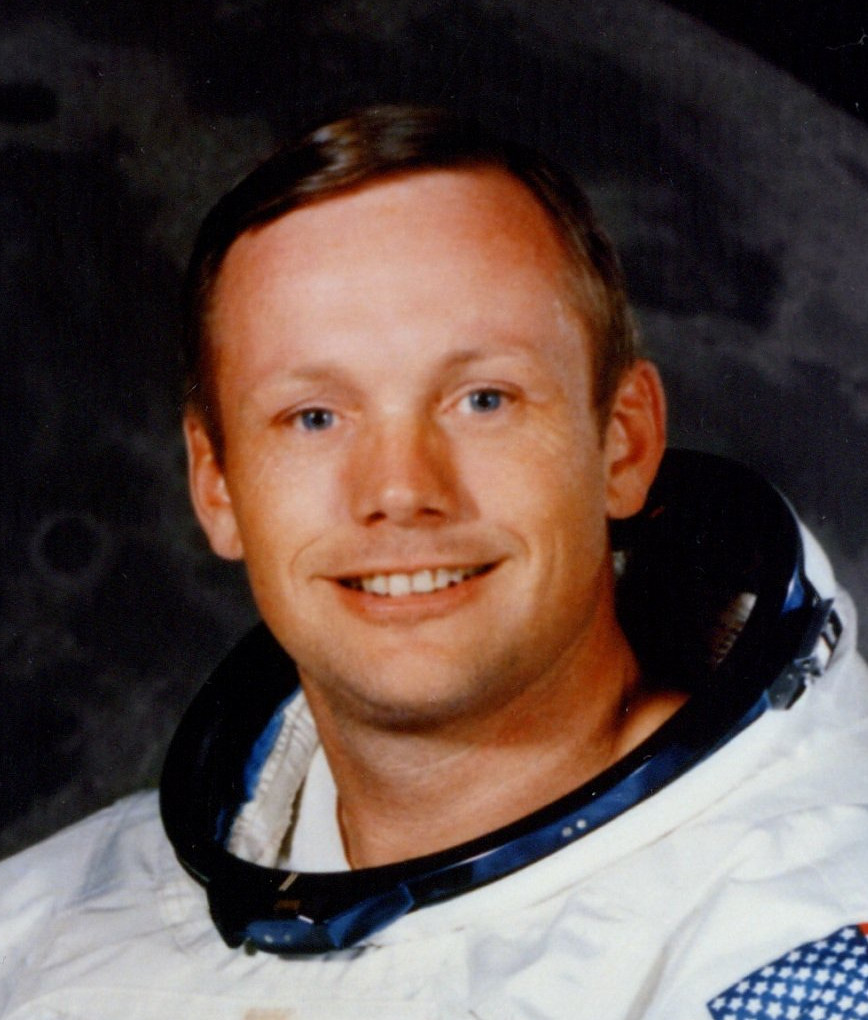
Нил Армстронг
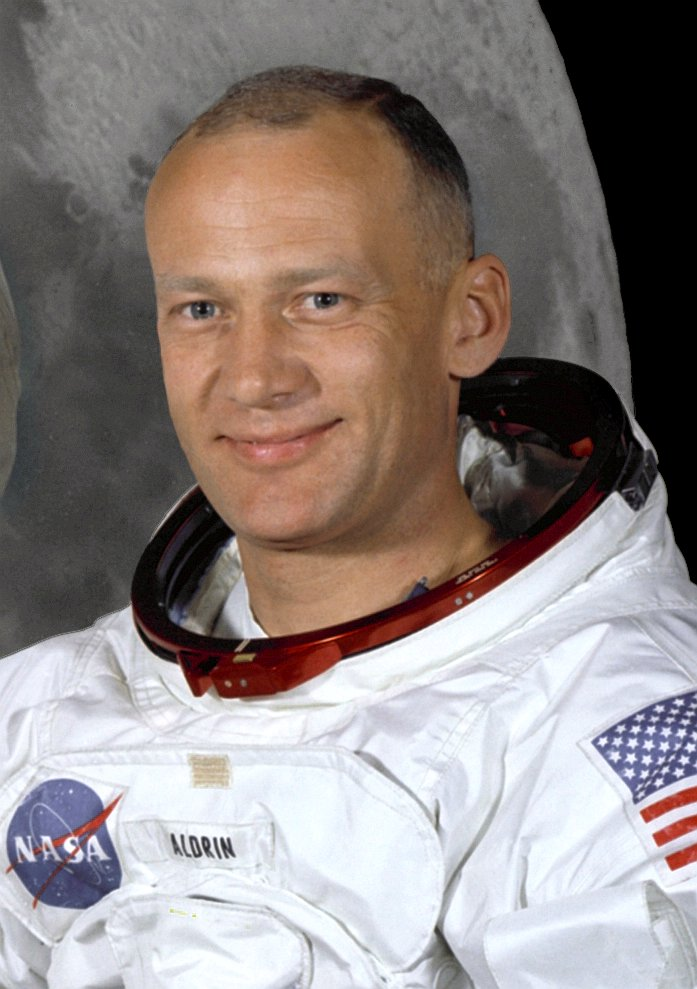
Баз Олдрин
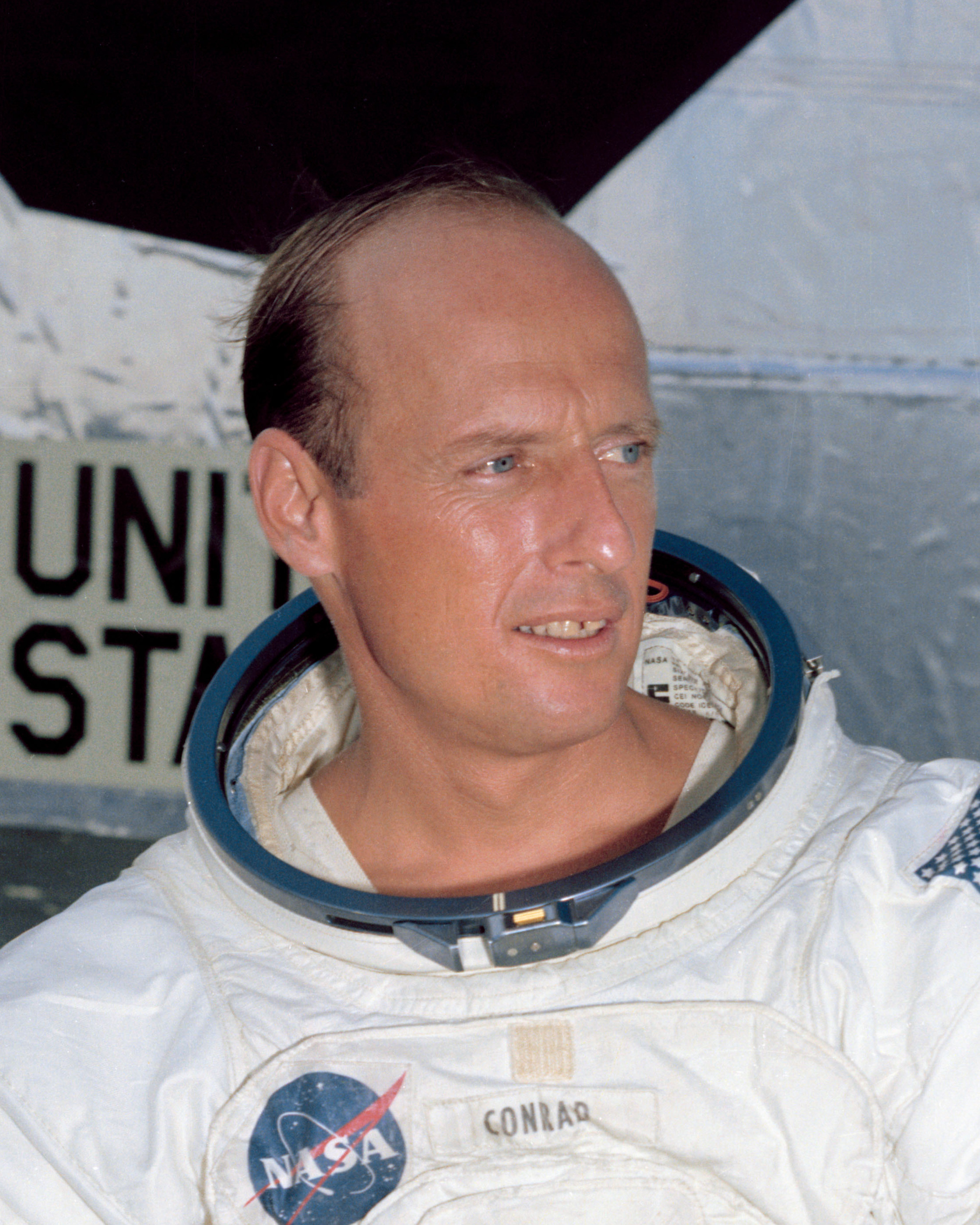
Чарльз Конрад
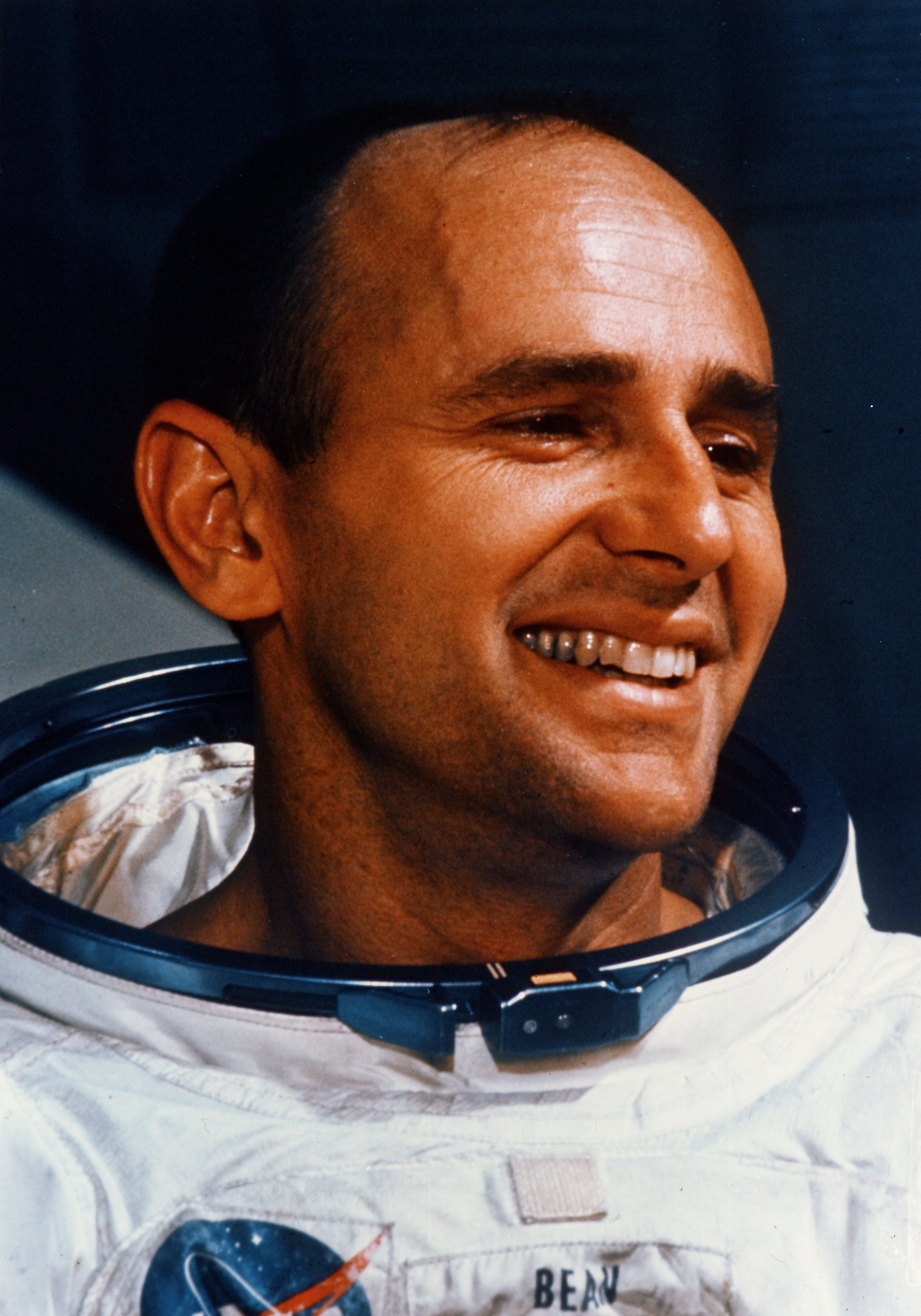
Алан Бин
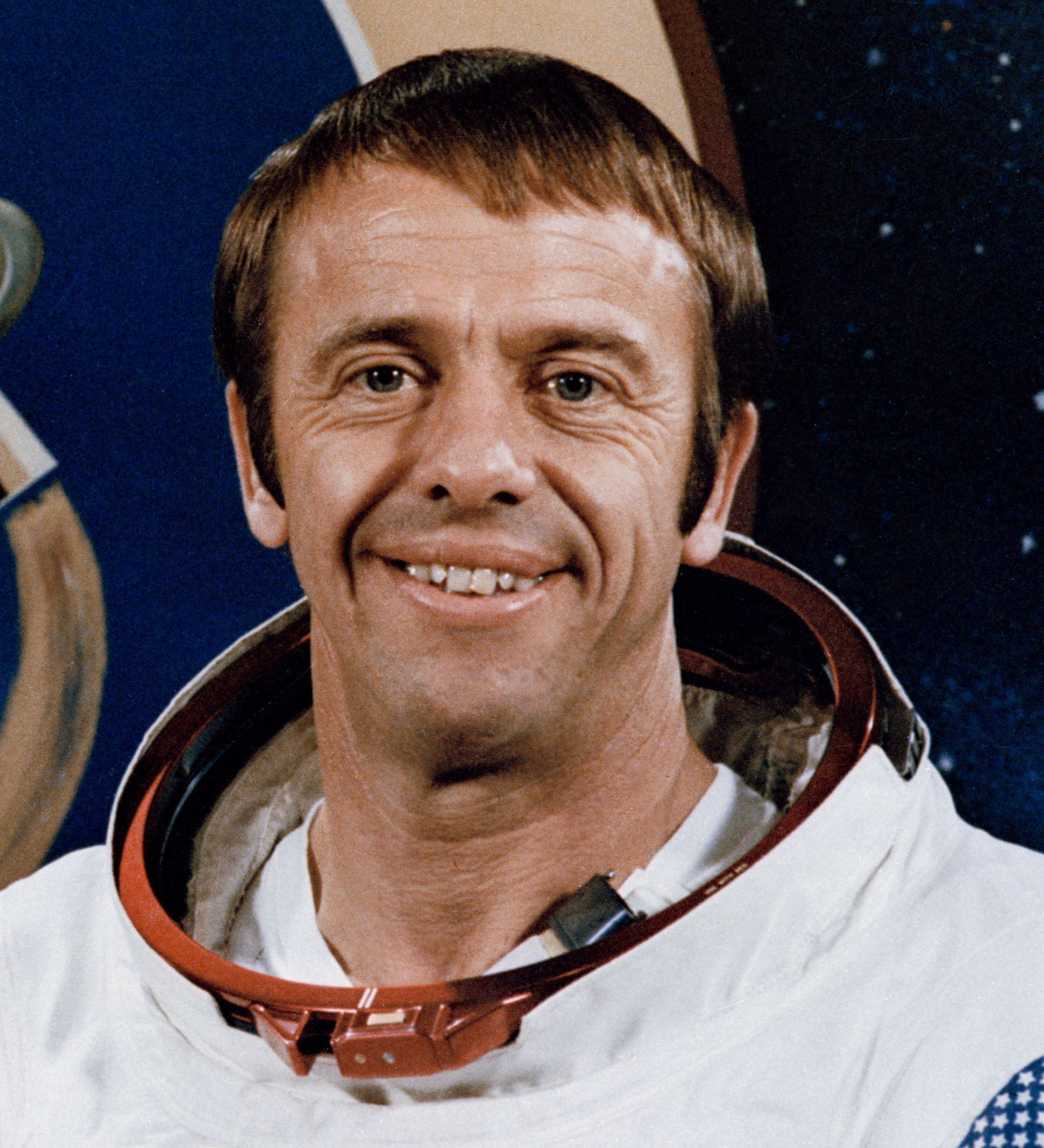
Алан Шепард

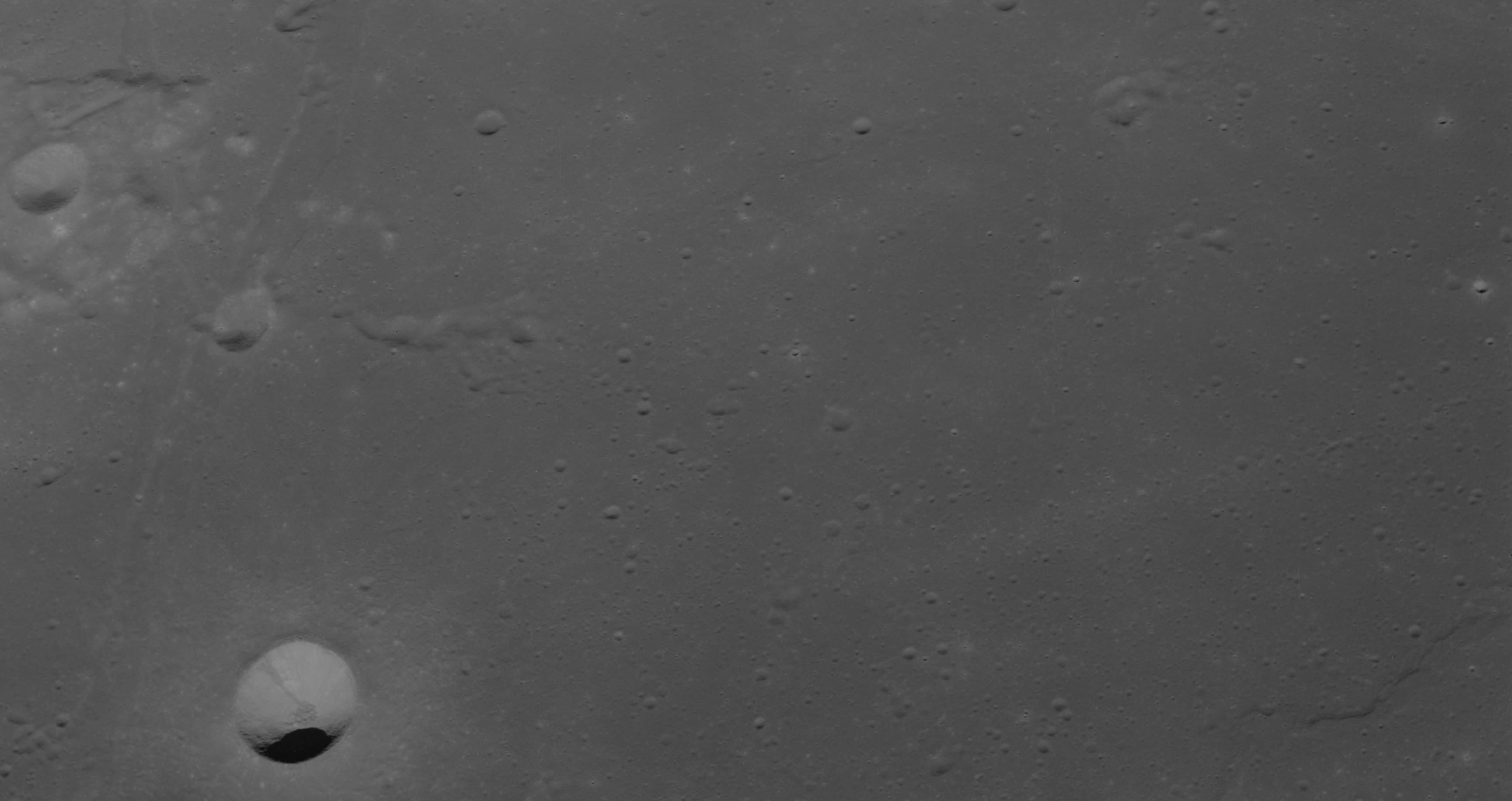
Место действия «Артемиды», снятое экипажем «Аполлон-10» в мае 1969 года

Большие сферы имеют диаметр около 200 метров, а сфера «Армстронг» — около 100 метров. Каждая сфера имеет двойные алюминиевые стенки толщиной примерно 6 см. Между ними пространство 1 метр, заполненное лунным грунтом. Обзорные окна, сделанные из стекла, имеют толщину 23 сантиметра. База расположена рядом с кратером Мольтке А в юго-западной части Моря Спокойствия на видимой стороне Луны.
Продукты питания, доставляемые с Земли, слишком дороги для постоянных жителей Артемиды и предназначены в первую очередь для туристов. Основой питания населения колонии являются блюда из выращенных на Луне водорослей.
В мире Артемиды нет НАСА, а лунная колония создана и управляется «Кенийской Космической Компанией» («ККК»). Для обеспечения потребностей Артемиды в стекле и металле были построены алюминиевое и стекольное производство. Основным источником энергии являются ядерные реакторы, вынесенные за пределы жилой зоны.
Уникальная экономическая модель и неясный правовой статус превратили Артемиду в идеальное место для отмывания денег, чем пользуются преступные группировки.
На прямой вопрос о связи Вселенных «Марсианина» и «Артемиды» Энди Вейер ответил: «Может, да, а может, и нет. Нельзя сказать наверняка.(Смеётся.)».

## Создание и издание

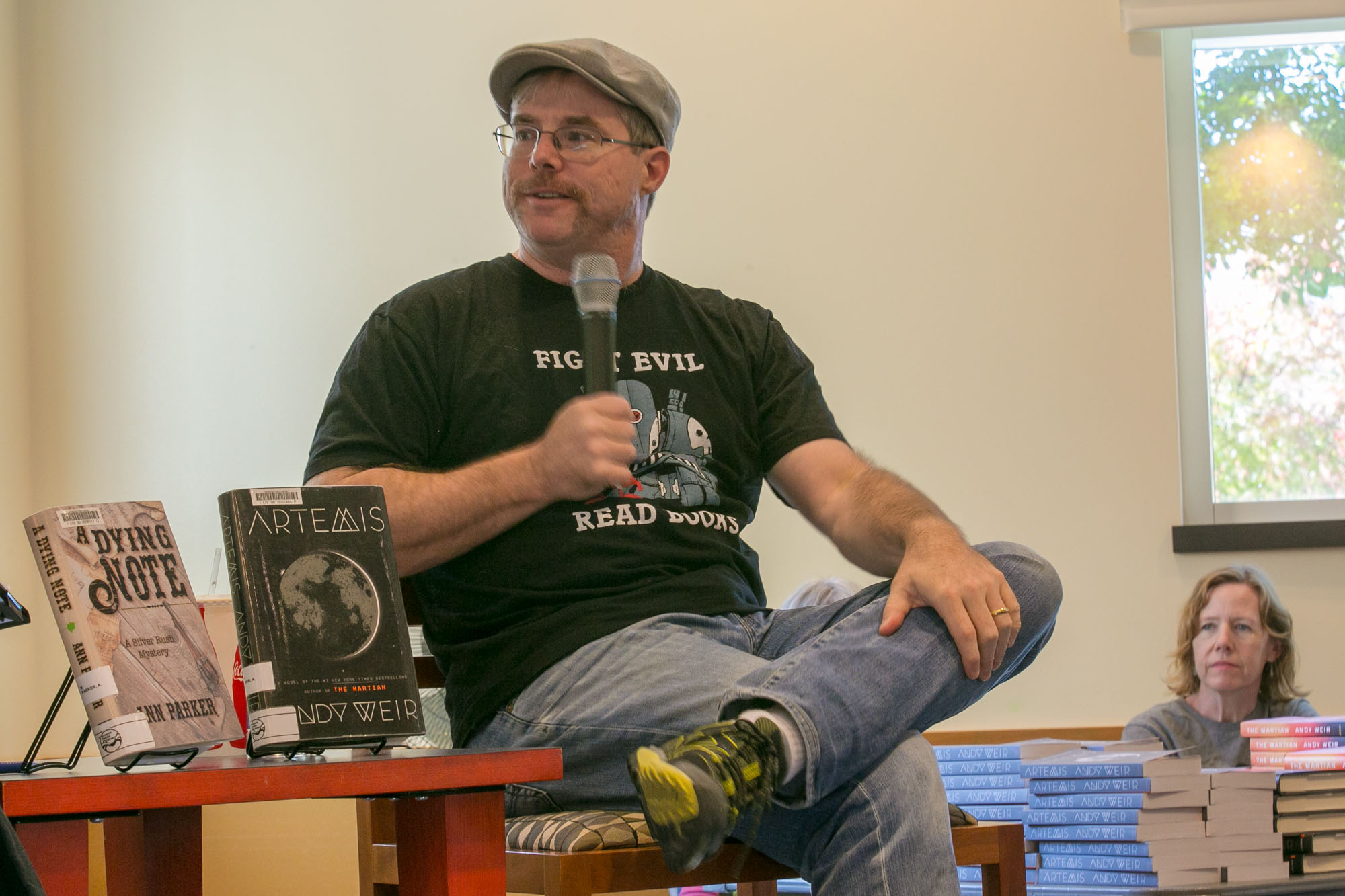
Энди Вейер 21 октября 2018 на презентации «Артемиды» в Ливерморской библиотеке

После успеха своего первого романа «Марсианин», вышедшего в виде бумажной книги в 2014 году, Энди Вейер приступил к написанию нового романа. В своём профиле на Goodreads он сообщил, что рабочее названием проекта — Zhek, и это будет «более традиционный научно-фантастический роман, а не глубоко технический рассказ вроде „Марсианина“». Предполагалось, что первый вариант романа появится к 1 августа 2015 года, в бумажном виде он будет издан до середины 2016 года. Несмотря на то, что объём написанного для Zhek превысил 70 000 слов, Энди Вейер отказался от проекта.
В 2015 году Энди Вейер сообщил о том, что он работает над новым романом, который должен появиться в конце 2016 или начале 2017 года. James S. A. Corey (псевдоним Даниэля Абрахама и Тая Френка, соавторов серии книг «Пространство») объявил, что есть договорённость с Энди Вейером о том, что действие его романов будет разворачиваться во вселенной «Пространства». Однако после выхода «Артемиды» Вейер не поддержал эту версию. Работа шла довольно трудно. Для создания научно достоверного произведения автор сначала создал экономическую концепцию лунной базы, затем тщательно проработал её конструкцию и после этого приступил к написанию сюжета. Два первых варианта не удовлетворили Вейера и он отказался от них. В этих неудачных вариантах присутствовала второстепенная героиня Жасмин «Джаз» Башара. Она была мелким контрабандистом и, по мнению Энди Вейера, такие люди часто попадают в неприятности. Именно такой герой заинтересовал автора: «Я задумался, как конкретно она может влипнуть и как связать это с механизмами работы всего города, и у меня родился сюжет для книги». Одним из новых условий написания романа было то, что автор теперь не мог открыто общаться со своими читателями и обсуждать детали написанного материала. Некоторую помощь и обратную связь могли предоставить только редактор, агент, близкие друзья и члены семьи Энди Вейера. История, рассказанная от имени молодой женщины, была своеобразным вызовом, поэтому при написании романа особенно ценными были замечания и рекомендации женщин в доверенном кругу писателя. Кроме этого, он был поставлен в жёсткие рамки контракта с издательством Random House, в котором были прописаны сроки издания книги.
16 мая 2016 года стало известно о том, что кинокомпания 20th Century Fox приобрела права на экранизацию будущей книги Энди Вейера. На тот момент название книги не было известно, а сам сюжет держался в секрете. В мае 2017 года было объявлено, что новая книга Энди Вейера, получившая название «Артемида», появится в продаже в бумажном и цифровом виде 14 ноября 2017 года. Одновременно появилось короткое видеоинтервью в котором автор рассказывает о новом романе. Энди Вейер отмечал, что работа над «Артемидой» оказалась сложнее, чем над «Марсианинином». Он представил новый роман такими словами:
|  | Я действительно в восторге от «Артемиды». Мне удалось заняться наукой, которую я люблю, но на этот раз с гораздо более сложным и характерным сюжетом. Для меня это большая сложность, но я думаю, что все получилось хорошо. Надеюсь, читатели согласятся. |

26 сентября 2017 года Майк Флеминг — младший (англ. Mike Fleming Jr), редактор сайта Deadline Hollywood, объявил, что Фил Лорд и Кристофер Миллер будут авторами экранизации «Артемиды».
Во время New York Comic Con, проходившего с 5 по 8 октября 2017 года, в рамках поддержки будущего официального анонса новой книги была представлена выставка «Музей Артемиды: жизнь на Луне». Центральным экспонатом выставки была модель Луны, выполненная в масштабе 1:500 000 Люком Джерамом, а каждый экспозиционный объект иллюстрировался отрывком из аудиокниги. Подобный метод продвижения, обычный для фильмов и сериалов, был впервые применён для поддержки книги.
14 ноября 2017 года были представлены три версии книги: бумажная, электронная и аудиоварианты. Аудиокнигу озвучила Розарио Доусон, которая охарактеризовала главную героиню как «супер-Макгайвера». 13 июля 2018 года Mike Fleming Jr сообщил, что адаптацией киносценария займётся Женева Робертсон-Дуорет, которая получила известность благодаря сценариям с женщинами в главной роли. Отвечая на вопрос Валерии Высокосовой, Энди Вейер высоко оценил важность экранизации своих произведений: «…экранизации — это прекрасно. Они позволяют моим историям дотянуться до миллионов людей, которые в противном случае никогда бы их не прочли. А знали бы вы, как сильно они подстегивают продажи книг!».
Несмотря на неоднозначную оценку романа критиками и читателями, Энди Вейер остался доволен реакцией на книгу. Отвечая на вопросы о будущих романах, он подчёркивал, что мир «Артемиды» ему очень понравился и он планирует развернуть на Луне действие новых произведений.

### Аудиоверсия романа

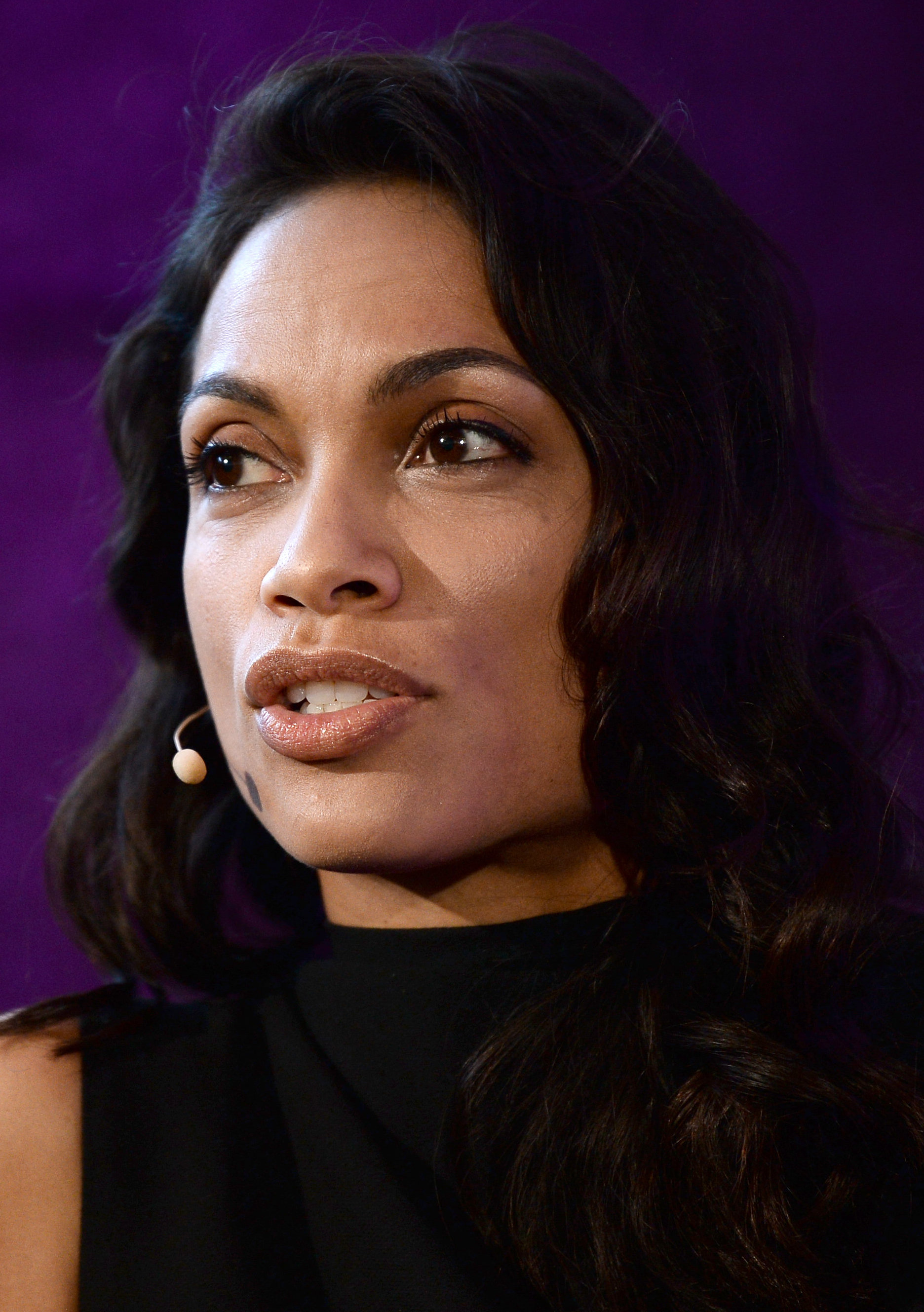
Розарио Доусон, озвучившая аудиоверсию «Артемиды»

Для записи аудиоверсии романа была приглашена Розарио Доусон. Изначально она предполагала, что ей достанется только роль главной героини Джаз Башара, однако оказалось, что она будет озвучивать всех персонажей романа. В связи с тем, что население Артемиды интернационально, Розарио Доусон «освежила свои кенийские, венгерские и норвежские голоса». Презентация аудиокниги, изданной Audible Studios, состоялась во время конференции New York Comic Con, которая проходила за месяц до официальной презентации бумажного варианта книги. Во время представления аудиокниги Розарио Доусон присутствовала на сцене очно, а Энди Вейер, находившийся в Лос-Анжелесе, выступал через Skype. Аудиоверсия романа вышла в финал премии Audie Award 2019 года в номинации «Научная фантастика» — ежегодной премии Ассоциации издателей аудиокниг.

### Переводы
Изначально роман был издан на английском языке (ISBN 978-0553448122), а потом переведён на ряд других. Вот некоторые из переводов:
2017 год
- голландский, переводчики Люд Доррештайн (нидерл. Luud Dorresteijn), Герт ван Сантен нидерл. Gert van Santen[26]
- сербский, переводчик Никола Пайванчич (серб. Никола Пајванчић)[5]
- украинский, переводчик Дмитрий Кушнир укр. Дмитро Кушнір[27]

2018 год
- болгарский, переводчик Милена Илиева (болг. Милена Илиева)[26]
- немецкий, переводчик Юрген Ланговски (нем. Jürgen Langowski)[26]
- португальский, переводчик Мигель Мартинс (порт. Miguel Martins)[26]
- русский, переводчик Фатима Гомонова[27]
- японский, переводчик Онода Кадзуко (англ. Kazuko Onoda, яп. 小野田　和子)[28]

Для некоторых языков было сделано несколько переводов. К примеру, порт. Miguel Martins сделал перевод на португальский язык для издания в Португалии (ISBN 978-9898917102), а Алвес Каладо (порт. Alves Calado) для бразильского издания (ISBN 978-8580419191).
Перевод на иврит, сделанный Дэвидом Диди Ханохом (ивр. דוד דידי חנוך‎), был удостоен премии премии Геффена в номинации «Переводная книга».

## Критика и оценки
Лаборатория Фантастики

 Goodreads

 LibraryThing
По классификации пользователей сайта «Лаборатория Фантастики», роман является образцом «Твёрдой научной фантастики» и «Мягкой (гуманитарной) научной фантастики». Кроме этого, «Артемида» относится к приключенческому, авантюрно-плутовскому и производственному жанрам. В произведении используется несколько сюжетных ходов: «изобретения и научные исследования» и «становление/взросление героя». Сюжет определён как линейный с экскурсами. Возраст целевой аудитории романа — любой. Кандидат филологических наук Сергей Оробий также считает, что роман «в твиттер-отзыв не упакуешь: это и научная фантастика, и космоопера, и авантюрный роман (очень динамичный), и роман воспитания… и чуть ли не производственный роман» и прибавляет: «Здорово».
Британский писатель и обозреватель «Гардиан» Адам Робертс указал на особенности литературного языка «Артемиды», отметив, что в одном предложении может присутствовать шесть прилагательных и большинство писателей будут стремиться избавиться от таких фраз. При этом Робертс замечает, что большинство писателей не могут продать пять миллионов экземпляров своих книг, а Энди Вейер смог. Сербский критик Настасья Писарев (серб. Настасја Писарев) обратила внимание, что Энди Вейер при написании «Артемиды» ориентировался на прагматизм, заработки и желание подражать Голливуду. Более того, она считает, что сюжет и диалоги написаны с учётом будущего дорогостоящего киносценария.
В связи с успехом первого романа Энди Вейера новую книгу очень часто сравнивали с «Марсианином». Сам Энди Вейер с пониманием отнёсся к таким сравнениям, отмечая, что «Марсианин», возможно, его самый успешный роман и если читатели скажут, что «„Артемида“ хуже „Марсианина“, но всё же это хорошая книга», он будет доволен. Обозреватель журнала «Мир фантастики» Дмитрий Злотницкий отмечал, что, несмотря на сюжетные и стилистические отличия «Артемиды» от «Марсианина», они связаны общей идеей о том, что «сообразительность и наука помогают преодолевать трудности, на которые щедр безжалостный космос». Литературный обозреватель Дмитрий Денисов, наоборот, считает, что «Артемида» и «Марсианин» почти не имеют общего и связаны лишь «фирменной иронично-саркастической манерой повествования». При этом литературный критик Василий Владимирский сравнивает «Артемиду» с произведениями Роберта Хайнлайна и отмечает, что «целом это та же young adult fiction „золотого века“ американской фантастики». Адам Робертс так же считает, что роману присущи черты произведений Хайнлайна для подростков. Настасья Писарев считает, что Энди Вейер в качестве образцов для подражания брал произведения Айзека Азимова и Артура Кларка, но не смог достигнуть их уровня.
Константин Мильчин высказал мнение, что роман является переосмыслением «Острова сокровищ». По мнению Николая Александрова «сами события и сюжет — вполне обыкновенны для приключенческого романа. А вот описания лунной колонии заслуживают внимания». Критики отмечают, что «цитаты из учебников встречаются реже, хотя теперь к физике с астрономией прибавились политология и социология», а Лоуренс Де Мария (англ. Lawrence De Maria) считает, что роман представляет собой комбинацию тайны убийства и учебника по науке. Лунный город Артемида, несмотря на вымышленность, показан вполне правдоподобно.
Ещё до выхода романа было известно, что главным героем станет женщина. Эта новость была позитивно воспринята критиками. К примеру, заместитель редактора интернет-издания The Huffington Post Катерина Брукс (англ. Katherine Brooks) в декабре 2015 года восклицает: «И в нём главная роль будет женская!». Мэтью Роза (англ. Matthew Rozsa), автор Salon.com, отмечает, что Джаз Башара, будучи сильной и умной женщиной ближневосточного происхождения, будет приветствоваться публикой. При этом литературная обозревательница «Вашингтон пост» Эвердин Мейсон (англ. Everdeen Mason) упрекает Энди Вейера в том, что он уделил мало внимания особенностям жизни молодой мусульманки на Луне.
Сергей Завалко (укр. Сергій Завалко) обращает внимание на то, что в «Артемиде» Энди Вейер поднимает тему преданности: главная героиня, при всех своих недостатках, является человеком слова и «предана своему делу, своему слову, друзьям и Родине».
Многие критики отмечали важную роль юмора в романе, при этом их отношение к юмору Энди Вейера различалось. Василий Владимирский сравнивал его со «славным юморком» молодёжных комедий конца 90-х. Константин Мильчин более критичен в своих оценках, называя его юмором «очень серьёзного человека, школьного отличника, который пытается пошутить, а потом сам смеется над своей шуткой». Эвердин Мейсон выделяет сексуальный подтекст юмора.

## Награды и номинации
2017 год
- лауреат премии Гудридс в номинации «Научная фантастика» (33 957 голосов)[43];
- номинант премии Британской ассоциации научной фантастики в номинации «Лучший роман»[44].

2018 год
- лауреат премии «Дракон»[англ.] в номинации «Научно-фантастический роман»[45];
- номинант премии «Хьюго» в номинации «Лучший роман»[46];
- номинант премии «Прометей» в номинации «Лучший роман»[47].

2019 год
- лауреат премии Геффена в номинации «Переводная книга», переводчик ивр. דוד דידי חנוך‎ (Дэвид Диди Ханох)[29];
- номинант премии премии «Сэйун» в номинации «Переводной роман», переводчик англ. Kazuko Onoda (яп. 小野田　和子) (издательство англ. Hayakawa Publishing)[28].
- финалист премии Audie Award[англ.], в номинации «Science fiction»[24].